# UTC−00:25:21
Az UTC–00:25:21 egy időeltolódás volt, amely 25 perccel és 21 másodperccel volt hátrább a greenwichi középidőtől (GMT). Jelenleg már egy terület sem használja.

## Korábban használó területek

### Európa
- Írország

## A korábban ebben az időeltolódásban lévő időzónáról
| Időzóna neve angolul | Időzóna neve magyarul |
| -------------------- | --------------------- |
| Dublin Mean Time     | Dublini idő           |

1880-ban vezették be az időzónát Írországban. 1916. október 1-jén 3:00-tól visszaálltak a GMT-re, amiből aztán később az UTC lett. Ennek oka az volt, hogy az Egyesült Királysággal azonos időzónában akartak lenni.

## Fordítás
Ez a szócikk részben vagy egészben  az   UTC−00:25:21 című angol Wikipédia-szócikk fordításán alapul.  Az eredeti cikk szerkesztőit annak laptörténete sorolja fel. Ez a jelzés csupán a megfogalmazás eredetét és a szerzői jogokat jelzi, nem szolgál a cikkben szereplő információk forrásmegjelöléseként.